# أليسون ليستير
أليسون ليستير (بالإنجليزية: Alison Lester)‏ هي كاتِبة وكاتبة للأطفال أسترالية، ولدت في 17 نوفمبر 1952 في فيكتوريا في أستراليا.